# North to Alaska (película de 1960)
North to Alaska (Alaska, tierra de oro en España y Furia en Alaska en Latinoamérica), es un filme estadounidense de 1960, dirigido por Henry Hathaway y protagonizado por John Wayne, Stewart Granger, Capucine, Ernie Kovacs, Fabian, Mickey Shaughnessy. 

## Argumento
Sam McCord y George Pratt buscan oro en Alaska y lo encuentran con gran éxito. George le pide entonces a Sam que vaya a Seattle a buscar a su novia. Sin embargo, Sam se encuentra con el hecho de que ella ya se ha casado y se lleva a cambio a Alaska a Michelle, una mujer que encuentra allí. 
Una vez llegado a Alaska Sam intenta que George y Michelle se enamoren, pero se desanima y acaba cortejándola él. Pero no es el único, ya que al hermano menor de George, Billy también le gusta Michelle. Mientras tanto un convicto intenta hacerse con la concesión minera de Sam y George.

## Reparto
- John Wayne - Sam McCord.
- Stewart Granger - George Pratt.
- Ernie Kovacs - Frankie Canon.
- Fabian - Billy Pratt.
- Capucine - Michelle.
- Mickey Shaughnessy - Peter Boggs.
- Karl Swenson - Lars Nordquist.

## Recepción
La película se estrenó en los Estados Unidos el 7 de noviembre de 1960 y en España el 2 de abril de 1961. Fue un western en clave de comedia de considerable éxito comercial.

## Premios
- Sindicato de Guionistas (WGA) (1960): Nominada a Mejor guion comedia
- Premio Golden Laurel (1961): Ganadora